# Comunicació òptica

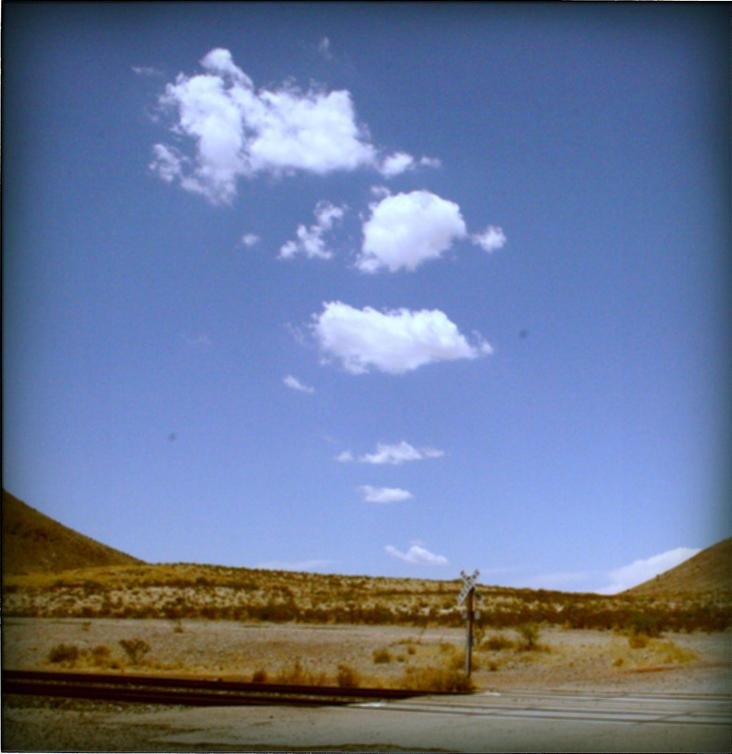
Els senyals de fum són una forma de comunicació òptica.

La comunicació òptica és qualsevol forma de comunicació que utilitza la llum com a medi de transmissió. Un sistema òptic de comunicació consisteix en un transmissor que codifica el missatge dins d'un senyal òptic; un canal, que transporta el senyal al seu destí; i un receptor, que reprodueix el missatge des del senyal òptic rebut.

## Formes de comunicació òptica

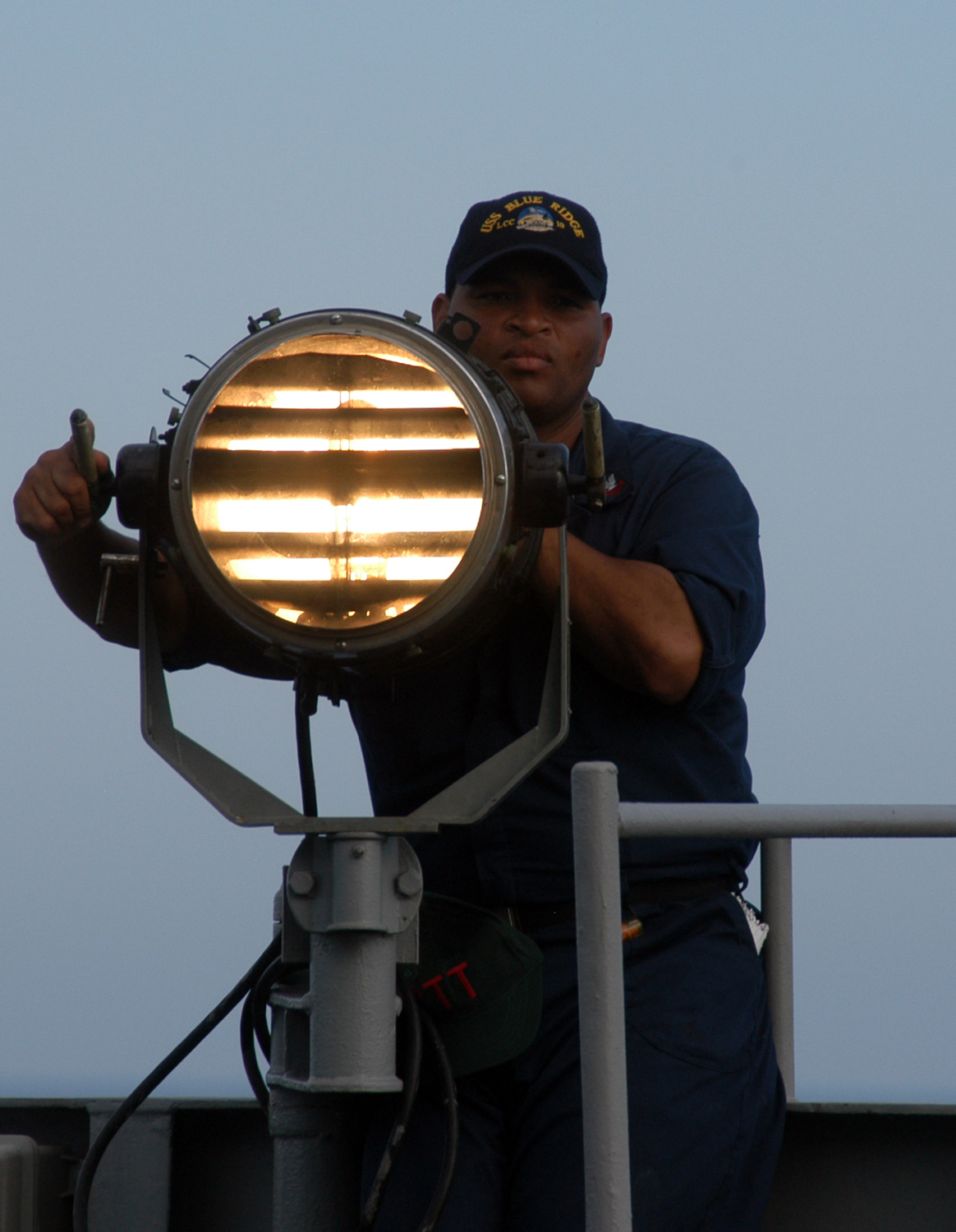
Marí de l'armada nord-americana usant un reflector de senyals per enviar senyals amb codi morse.

Hi ha moltes formes de comunicacions òptiques no tecnològiques, incloent-hi el llenguatge corporal i el llenguatge de senyals. Tècniques com el telègraf òptic, les banderes de senyals, senyals de fum i fogueres van ser les primeres formes de comunicació òptica tecnològiques.
L'heliògraf utilitza un mirall per reflectir la llum del sol cap distants observadors. Movent el mirall, els observadors distants veuen espurnes de llum que poden ser usats per enviar senyals en codi. De manera similar, els vaixells de l'armada utilitzen un reflector de senyals per a senyalitzar a codi Morse.
Les bengales d'auxili són utilitzades pels navegants en situacions d'emergència, mentre que els fars i les llums de navegació s'utilitzen per comunicar els perills de la navegació.
Els avions utilitzen llums d'aterratge per a un aterratge segur als aeroports, especialment a la nit. Les aeronaus que aterren als portaavions utilitzen un sistema similar, il·luminant la coberta del transport. Els sistemes de llum comuniquen la posició correcta en què ha d'aterrar l'aeronau.

### Comunicació per fibra òptica

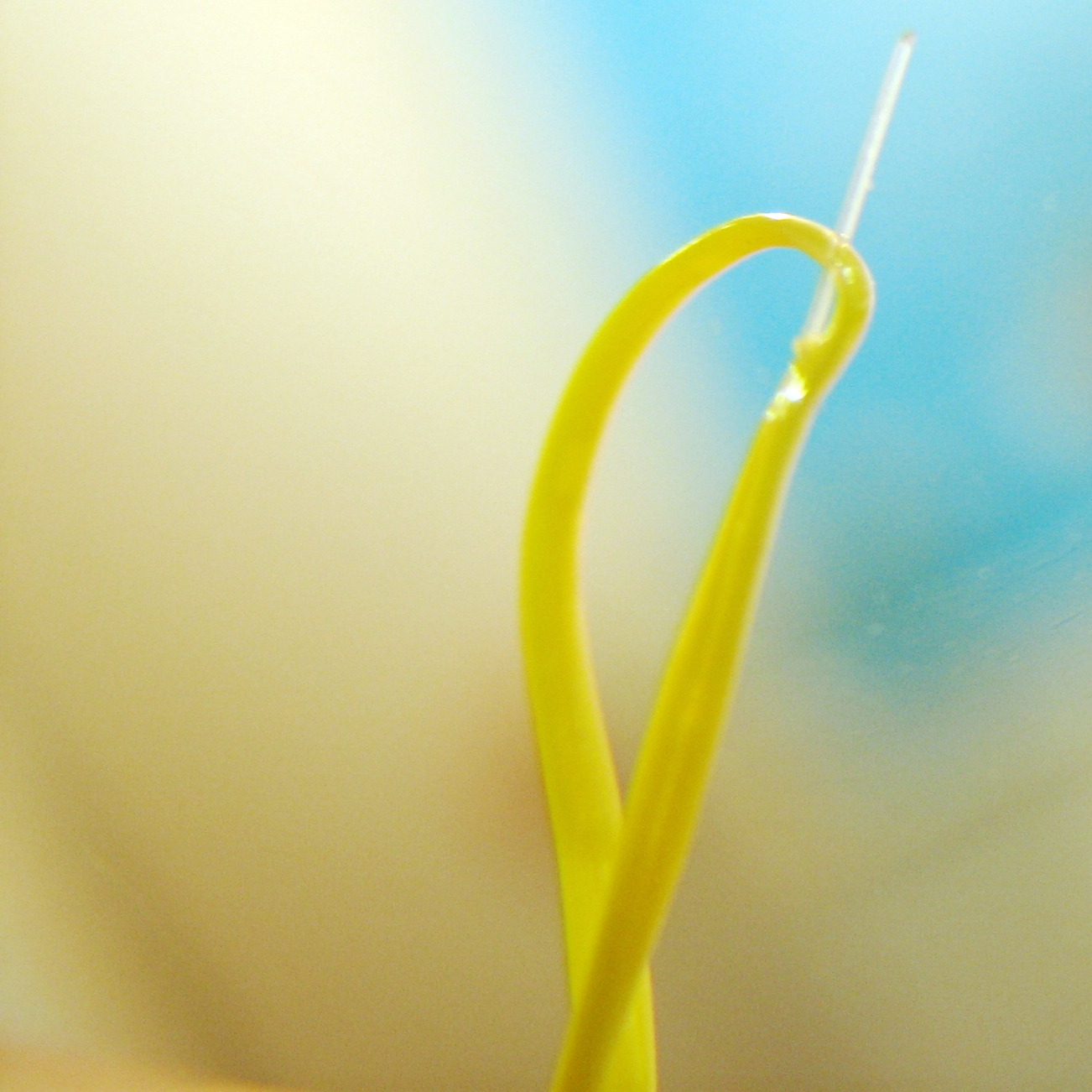
Cable de fibra òptica.

La fibra òptica és el canal més comú utilitzat actualment per a les comunicacions òptiques, però existeixen altres tipus de guies d'ones que no necessiten un equip de comunicacions, i que, fins i tot, han format canals de molt curta distància (com ara, xip a xip i intraxip) als assaigs de laboratori.
Els transmissors en les línies de fibra òptica són generalment LED o díodes làser. La radiació infraroja és la més utilitzada en aquestes xarxes, ja que es transmet amb menys atenuació i dispersió. Per codificar el senyal es fa servir comunament modulació de la intensitat, encara que s'ha demostrat en proves de laboratori que es pot modular la fase i la freqüència. La necessitat d'un senyal periòdic regeneratiu, va ser àmpliament superada amb la introducció de l'amplificador de fibra dopada d'erbi, que va estendre les distàncies d'enllaç a un cost significativament menor.

### Sistema de comunicació òptica d'espai lliure

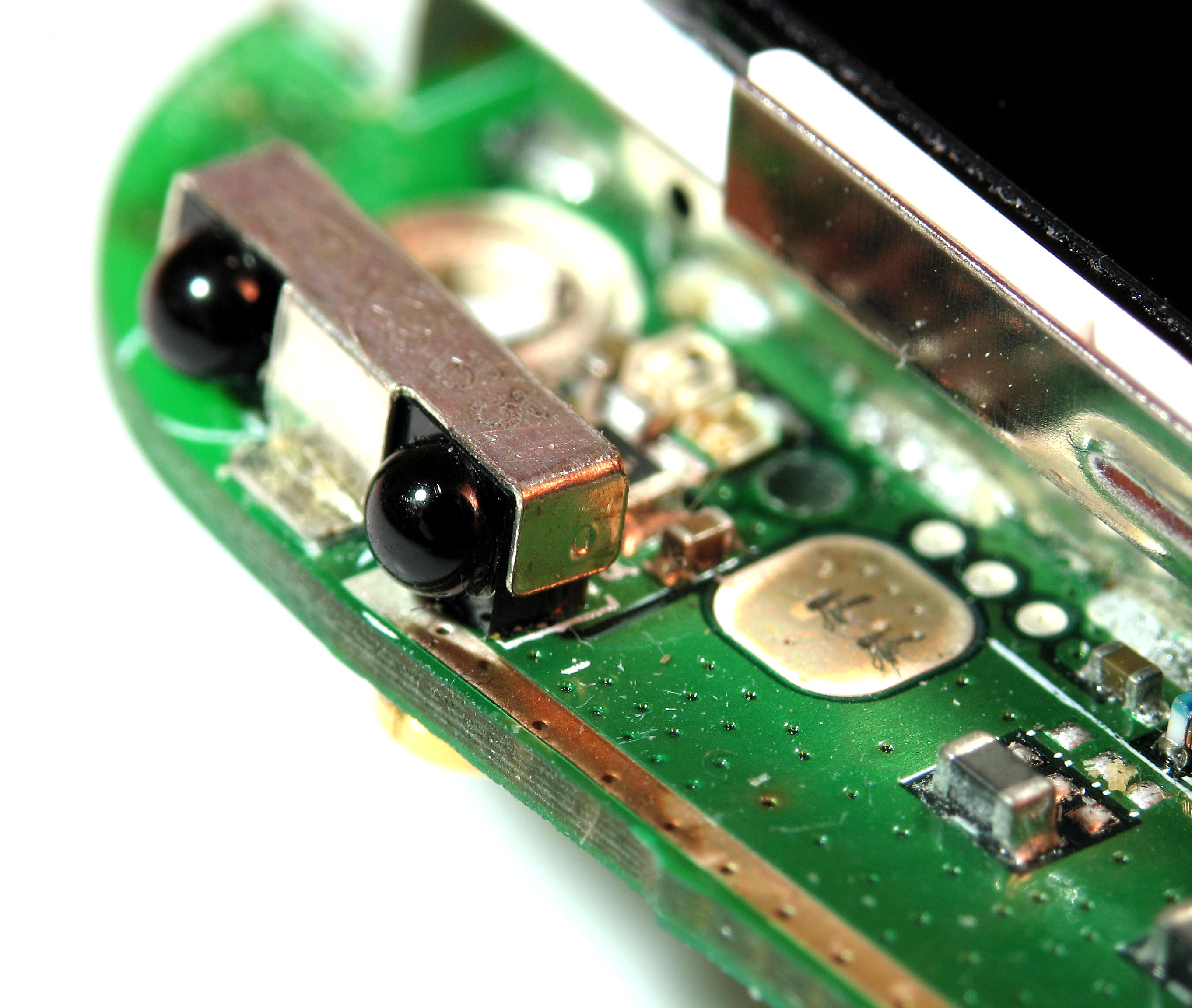
Port infraroig IrDA d'un telèfon mòbil

Els sistemes òptics d'espai lliure són generalment utilitzats per a la comunicació d'"última milla" i poden funcionar a distància de diversos quilòmetres de llarg sempre que hi hagi una clara línia de visió entre l'emissor i el receptor, i el receptor òptic pugui descodificar la informació transmesa. IrDA és un exemple dels sistemes òptics d'espai lliure a baixa velocitat i curtes distàncies utilitzant LED infrarrojos.